# SEEK (バンド)
SEEK（シーク）は、日本のロックバンド。
SEEKとは「探す」という意味で、「歌い続けて生きていくことは何かを探し求めること」という意味で付けたという。

## 来歴
- 1988年結成。当初はライブハウスでの活動が主だったが、翌1989年8月頃から東京都渋谷区原宿の歩行者天国（ホコ天）でのライヴを始める。ホコ天では日曜日、祝祭日は必ずライヴを行っていた。それから約5年間、バンドブームが下火になる中でもホコ天でのライヴを続けていた。
- ホコ天でライヴを始めて1か月あまり経った1989年9月30日放送の『三宅裕司のいかすバンド天国』（TBSテレビ）にも出場。しかしこの時は、曲を収録する前日になって突然ベーシストが脱退するという非常事態に陥り、急遽キーボードがベースを担当してその場をしのぐということになったが、途中でワイプされ完奏にはならなかった。その後もボーカル・KAKOとギター・TOMO以外のメンバーは何回か入れ替わっていた。
- 『しながわ探検隊』（テレビ東京）第23・24回放送「決定！第1回しな天大賞」に出演。また第211回放送「隊長が描く品川」に出演した際には同番組のテーマソングの演奏を依頼され、ホコ天でしながわ探検隊テーマ曲「虹色の街」を演奏、収録を行った。（作曲はグレート義太夫氏と番組内で紹介されているが、作詞者は不明）しかしこのテーマ曲については、単発の企画として収録をおこなっただけで、実際にはその後番組で使用されることは無かった。現在でも品川図書館ではこの番組のDVDでの蔵書があり、閲覧することができる。
- 1994年9月21日、ソニー・ミュージックエンタテインメントからシングル『Teenage Cry』でメジャーデビュー。その一か月後にはデビューアルバム『ROLL OVER STREET』をリリース。KAKOも『TOKYO LIVE MIX』（文化放送）、『合点!太巻天狗』（FM愛知）のそれぞれのラジオ番組にレギュラーパーソナリティとして出演。
- 1996年頃にSEEKとしての活動を終了。KAKOは正看護師をする傍ら音楽活動（アニメ『学園戦記ムリョウ』オープニング曲『TAKE』など）を続行。ドラムのはっちゃんは『Sepa』というバンドで活躍していた（2007年3月で解散）。

## メンバー
メジャーデビュー時のメンバー
- KAKO （ボーカル）
- TOMO （竹友芳彦、ギター）
- はっちゃん （ドラム）
- 銀次 （ベース）
- ナベ・ナベ （キーボード）

## ディスコグラフィー

### 参加作品
| 発売日         | タイトル                         | 規格品番  | 曲順 | 楽曲                              |
| -------------- | -------------------------------- | --------- | ---- | --------------------------------- |
| 1993年7月21日  | STREET PANIC                     | BVCR-1406 | M.5  | Dear Friend                       |
| 1993年7月21日  | STREET PANIC                     | BVCR-1406 | M.6  | 未知の楽園                        |
| 1995年11月22日 | 「飛べ！イサミ」サウンドトラック | SRCL-3436 | M.4  | Round Trip ～その手を離さないで～ |

## タイアップ一覧
| 使用年 | 曲名                              | タイアップ                                                         |
| ------ | --------------------------------- | ------------------------------------------------------------------ |
| SEEK   |                                   |                                                                    |
| 1994年 | Teenage Cry                       | TBS系『E.T!』オープニングテーマ                                    |
| 1995年 | Dear Friend                       | 東京スクール・オブ・ビジネス/大阪ビジネスカレッジ専門学校 CMソング |
| 1995年 | Round Trip ～その手を離さないで～ | NHK教育 アニメ『飛べ!イサミ』エンディングテーマ（第1話 - 第33話）  |
| KAKO   |                                   |                                                                    |
| 2001年 | TAKE                              | NHK-BS2 衛星アニメ劇場『学園戦記ムリョウ』オープニングテーマ       |

## メディア出演

### ラジオ
- TOKYO LIVE MIX（文化放送） - KAKO
- 合点!太巻天狗（FM AICHI：1994年10月 - 1995年3月） - KAKO